# 해리 포터 렉시콘
해리 포터 렉시콘(The Harry Potter Lexicon)은 해리 포터 시리즈 백과사전 사이트이다. 해리 포터의 저자 J.K. 롤링은 이 사이트에 대해 저작권 침해라며 소송을 걸었다.

## 같이 보기
- 포터헤드